# This Is War
This Is War és el tercer LP de 30 Seconds to Mars, llençat al mercat el 8 de desembre de 2009. El primer senzill fou Kings and Queens. El segon, This is War, el tercer, Closer to the Edge i el quart, Hurricane.

## Crèdits
- Jared Leto - Veus, Guitarra, Baix
- Shannon Leto - Bateria
- Tomo Miličević - Guitarra, Baix

## Llista de cançons
Totes les cançons foren escrites i compostes per Jared Leto, llevat les anotades. 
| Núm.          | Títol                        | Durada |
| ------------- | ---------------------------- | ------ |
| 1.            | «Escape»                     | 2:24   |
| 2.            | «Night of the Hunter»        | 5:40   |
| 3.            | «Kings and Queens»           | 5:46   |
| 4.            | «This Is War»                | 5:27   |
| 5.            | «100 Suns»                   | 1:58   |
| 6.            | «Hurricane»                  | 6:12   |
| 7.            | «Closer to the Edge»         | 4:33   |
| 8.            | «Vox Populi»                 | 5:43   |
| 9.            | «Search and Destroy»         | 5:39   |
| 10.           | «Alibi»                      | 5:59   |
| 11.           | «Stranger in a Strange Land» | 6:54   |
| 12.           | «L490»                       | 4:27   |
| Durada total: | Durada total:                | 60:40  |